# Arbitraż (politologia)
Arbitraż - funkcja dotycząca sprawowanej przez prezydenta władzy. Prezydent pełni funkcję stabilizacyjną wobec systemu rządów w danym kraju. Powinien czuwać nad harmonijnym sprawowaniem władzy w kraju, pomagać w rozwiązywaniu kryzysów politycznych i przywracaniu normalnego funkcjonowania instytucji rządzących. Arbiter po zażegnaniu kryzysu powinien się wycofać na plan dalszy.
Zwana także funkcją neutralną lub moderującą.
Kompetencje arbitrażowe prezydenta:
- ustrojowe:
  - możliwość skrócenia kadencji Sejmu
  - możliwość zwoływania Rady Gabinetowej
  - udział w procesie tworzenia rządu
- polityczne:
  - rozwiązywanie wewnętrznych konfliktów klasy politycznej
  - rozwiązywanie konfliktów społecznych